# Гагарина, Полина Сергеевна
Поли́на Серге́евна Гага́рина (род. 27 марта 1987, Москва) — российская эстрадная певица, композитор, фотомодель, актриса; народная артистка Республики Башкортостан (2024).
Участница и победительница телепроекта «Первого канала» «Фабрика звёзд-2» (2003). Участвовала в конкурсе «Новая волна», заняла третье место (2005). Представляла Россию на музыкальном конкурсе «Евровидение-2015» где заняла второе место. Лауреат премии «Золотой граммофон».

## Биография

### 1987—2002 годы: детство и юность
Родилась 27 марта 1987 года в Москве, детство провела в Греции. На одном из выпусков шоу «Голос» призналась, что имеет мордовские корни. Мать — профессиональная танцовщица — в 1991 году подписала контракт с греческим продюсером на работу артисткой балета «Алсос» в Афинах. Там Гагарина прожила три года, в сентябре 1993 года пошла в первый класс. Вернувшись на летние каникулы в Россию, по настоянию бабушки осталась жить вместе с ней в Саратове. Поступила в музыкальную школу, исполнив в отборочном туре композицию Уитни Хьюстон.
После окончания контракта с греческим продюсером мать Гагариной вернулась в Москву, куда переехала и Полина. Окончив музыкальную школу, в 14 лет Гагарина поступила в Государственное музыкальное училище эстрадно-джазового искусства. На втором курсе её педагог Наталья Андриянова предложила Гагариной участвовать в музыкальном телепроекте «Фабрика звёзд».

### 2003 год: «Фабрика звёзд»
В 2003 году в возрасте 16 лет Гагарина попала на телевизионный проект «Фабрика звёзд-2». Она исполнила несколько песен Максима Фадеева и победила на конкурсе. Многие профессионалы впоследствии признавали Гагарину самой сильной певицей из всех победителей шоу. Однако по окончании проекта Гагарина отказалась от сотрудничества с Фадеевым.

### 2004—2007 годы: начало карьеры и альбом «Попроси у облаков»
В 2005 году Гагарина подписала контракт с лейблом АРС Records. В этом же году приняла участие в международном конкурсе «Новая волна», где заняла третье место с авторской песней «Колыбельная». 11 июля в Москве прошли съёмки клипа на эту песню, режиссёром и оператором которого выступил Владислав Опельянц.
В начале 2006 года вышел клип на песню «Я твоя», режиссёром которого выступил Георгий Тоидзе. Позже вышел клип на сингл «Morning». В этом же году вышел сингл «Помню». Также, в 2006 году Гагарина поступила в Школу-студию МХАТ. 17 сентября в клубе Le Club состоялся первый сольный концерт Гагариной в Москве.
В 2007 году был записан сингл «Я тебя не прощу никогда», автором которого стал Константин Меладзе. 12 июля 2007 года был выпущен дебютный альбом «Попроси у облаков», в который вошли такие хиты, как «Колыбельная», «Я твоя» и «Я тебя не прощу никогда».

### 2008—2010 годы: альбом «О себе»
В 2008 году Гагарина записала песню «Кому, зачем?» совместно с подругой, ещё одной победительницей «Фабрики звёзд» Ириной Дубцовой.
11 марта 2010 года вышел второй сольный альбом «О себе». В него вошли дуэт с Дубцовой «Кому, зачем?», «Любовь под солнцем» и «Где-то живёт любовь». Гагарина охарактеризовала альбом следующим образом: «Новый альбом. Новый этап жизни, — как творческой, так и личной. Я назвала альбом „О себе“, потому что всё, что есть в этой музыке и словах — чистая правда. Если вы хотите что-то узнать обо мне, то лучший способ — послушать мои песни, нежели прочитать новости на страницах каких-то изданий. Тут врать нельзя и не нужно». После его выхода закончился контракт с АРСом, продлевать Гагарина его не стала.
11 июня того же года на премии «Муз-ТВ 2010» Гагарина и Дубцова победили в номинации «Лучший дуэт» за композицию «Кому, зачем?». Тогда же Гагарина окончила учёбу в Школе-студии МХАТ.

### 2011—2015 годы: успех, третий студийный альбом и «Евровидение»
Весной 2011 года на Украине стартовало музыкальное шоу «Народная звезда — 4» (укр. «Народна зірка — 4»), где участники из народа, прошедшие отбор, пели в дуэте со звёздами российской и украинской эстрады. Гагарина пела с одесситом Михаилом Димовым. В апреле 2011 года на российском телевизионном канале MTV вышел молодёжный сериал «Большие надежды», официальным саундтреком стала песня «Я обещаю».
В августе 2011 года Гагарина получила «Золотой граммофон» за песню «Я тебя не прощу никогда» от «Русского радио Украина». В конце года вышел сингл «Осколки» и клип на него.
В январе 2012 года вышел новый сингл «Спектакль окончен», в конце января вышел клип. Весной на украинском телевидении стартовал сериал «Катина любовь», саундтреком к которому стала песня Гагариной «Вернись любовь». В июне на Первом канале (Россия) вновь начал работу телепроект «Фабрика звёзд» — под девизом «Россия vs Украина». Популярные участники выпусков России и Украины должны были в песенных поединках показать, чья команда лучше. Гагарина выиграла три поединка из четырёх, внеся вклад в победу команды России. Также летом Гагарина стала послом XXVII Всемирной летней Универсиады 2013 года в Казани.
В августе вышел сингл «Нет», 31 августа 2012 года вышел клип. 29 сентября Гагарина победила на премии RU.TV в номинации «Лучший рингтон», в которой была представлена песня «Спектакль окончен». Летом 2012 года Гагарина озвучила героиню Мэвис в мультфильме «Монстры на каникулах».
1 декабря прошла церемония «Золотой граммофон», на которой Гагарина получила статуэтку за песню «Спектакль окончен». Также приняла участие в телефестивале «Песня года 2012», став уже её многократным лауреатом. 3 декабря на проекте «Красная Звезда» песня «Спектакль окончен» была признана одной из 20 лучших песен 2012 года. В 2012 году Гагарина стала одной из ведущих ток-шоу «Вкусно жить» на канале ТНТ.
На церемонии «Звуковая дорожка 2013», которая прошла 19 апреля в «Известия Hall» в Москве, Гагарина получила приз в номинации «Sexy Ж». 25 мая 2013 года в Crocus City Hall состоялось награждение премией RU.TV, где Гагарина победила в номинации «Лучшая исполнительница».
7 июня 2013 года победила в номинации «Прорыв года» по версии телеканала «МУЗ-ТВ». 17 июня на ежегодной церемонии вручения премии «Fashion People Awards-2013» Гагарина была названа «Fashion»-певицей. 22 июля 2013 года вышел новый сингл «Навек».
Получила свой второй «Золотой граммофон» за песню «Нет», автором которой является Константин Меладзе.
14 апреля 2014 года состоялась премьера песни «Шагай». 12 ноября Гагарина выпустила свой первый сингл DAY с англоязычного альбома, который явился плодом сотрудничества с Антоном Беляевым — участником группы Therr Maitz.
11 марта 2015 года «Первый канал» объявил о том, что в мае 2015 года Гагарина будет представлять Россию на конкурсе «Евровидение-2015» с песней «A Million Voices». Незадолго до этого Гагарина приняла участие в шоу перевоплощений «Точь-в-точь».
19 мая 2015 года в первом полуфинале заняла первое место, набрав 182 балла. 23 мая 2015 года в финале «Евровидения» заняла второе место, набрав 303 балла.
С июня 2015 года Гагарина прекратила сотрудничество с продюсером и композитором Константином Меладзе.
25 июля 2015 года выступила с песней «A Million Voices» на жеребьёвке отборочного турнира чемпионата мира по футболу 2018 года в Константиновском дворце. 9 августа выступила на церемонии закрытия чемпионата мира по водным видам спорта в Казани.
В сентябре 2015 года Гагарина стала одним из наставников в телепроекте «Голос» на «Первом канале». В октябре 2015 года вышел новый сингл «Я не буду» и клип на него. В сентябре 2016 года вновь стала наставником в шоу «Голос».

## Общественная и политическая деятельность
В 2018 году зарегистрирована как доверенное лицо Владимира Путина, в ходе президентских выборов 2018 года вошла в состав движения Putin Team, выступавшего в его поддержку.
В 2018 году была доверенным лицом кандидата в мэры Москвы Сергея Собянина.
С 2018 года — член Совета при Президенте Российской Федерации по культуре и искусству.
Публично поддерживает вторжение России в Украину. 18 марта 2022 года выступила в «Лужниках» на митинге-концерте в честь годовщины аннексии Крыма под названием «Za мир без нацизма! Zа Россию! Zа Президентa».
В 2023 году вошла в состав инициативной группы по выдвижению Владимира Путина кандидатом на президентские выборы в 2024 году. 18 марта 2024 года выступила на провластном митинг-концерте посвящённом десятилетию аннексии Крыма и победе Владимира Путина на президентских выборах.

## Санкции
В марте 2022 года Латвия и Эстония запретили Гагариной въезд за поддержку вторжения России на Украину. В ноябре 2022 года за поддержку певицей вторжения России на Украину были отменены её концерты в Казахстане.
7 января 2023 года, на фоне вторжения России на Украину, за «поддержку российским оккупантам и жестокой войне РФ против Украины» внесена в санкционные списки Украины, предполагающие блокировку активов, полное прекращение коммерческих операций, остановку выполнения экономических и финансовых обязательств.
3 февраля 2023 года внесена в санкционный список Канады как причастная к распространению российской дезинформации и пропаганды. Ранее Гагарина была внесена ФБК в список коррупционеров и разжигателей войны, с предложением введения против неё международных санкций из-за участия в концертах в поддержку войны против Украины.
24 июня 2024 года Гагарина была включена в санкционный список стран Евросоюза:

Гагарина регулярно выступает в рамках государственных пропагандистских мероприятий, к примеру, в честь незаконной аннексии четырёх украинских областей или годовщины аннексии Крыма… С начала агрессивной войны России против Украины Полине Гагариной удалось получить значительный доход благодаря её частым участиям в спонсируемых государством пропагандистских мероприятиях. Таким образом, она получает выгоду от правительства Российской Федерации, которое несёт ответственность за аннексию Крыма и дестабилизацию Украины.— «Официальный журнал Европейского союза», Брюссель, 24 июня 2024 года
4 июля 2024 года, после обращения в Google Литовской комиссии по радио и телевидению с требованием удалить аккаунты лиц, включённых в санкционные списки ЕС, YouTube заблокировал официальный канал Гагариной. Ранее страница и треки Гагариной были удалены со стриминговых сервисов Apple Music и Spotify.

## Критика
В 2023 году оперная певица Мария Максакова в эфире YouTube-шоу «И грянул Грэм» раскритиковала Полину Гагарину за исполнение песни Аллы Пугачёвой «Любовь, похожая на сон». В частности, Максакова отметила, что Полина Гагарина решила её «переныть». Это как если бы в оркестре красивую арфу заменили стиральной доской.
По мнению стилиста Гоши Карцева, Полина Гагарина является самой капризной российской знаменитостью.

## Доходы
По версии Forbes, Полина Гагарина в 2020 году заняла второе место в рейтинге российских блогеров в Instagram по заработку с доходом 0,89 млн $.

## Личная жизнь
Первый муж — актёр Пётр Кислов (2007—2010). Сын Андрей Кислов (род. 14 октября 2007).
Второй муж — фотограф Дмитрий Исхаков (с 9 сентября 2014 года по февраль 2021 года). Дочь Мия Исхакова (род. 26 апреля 2017).

## Дискография

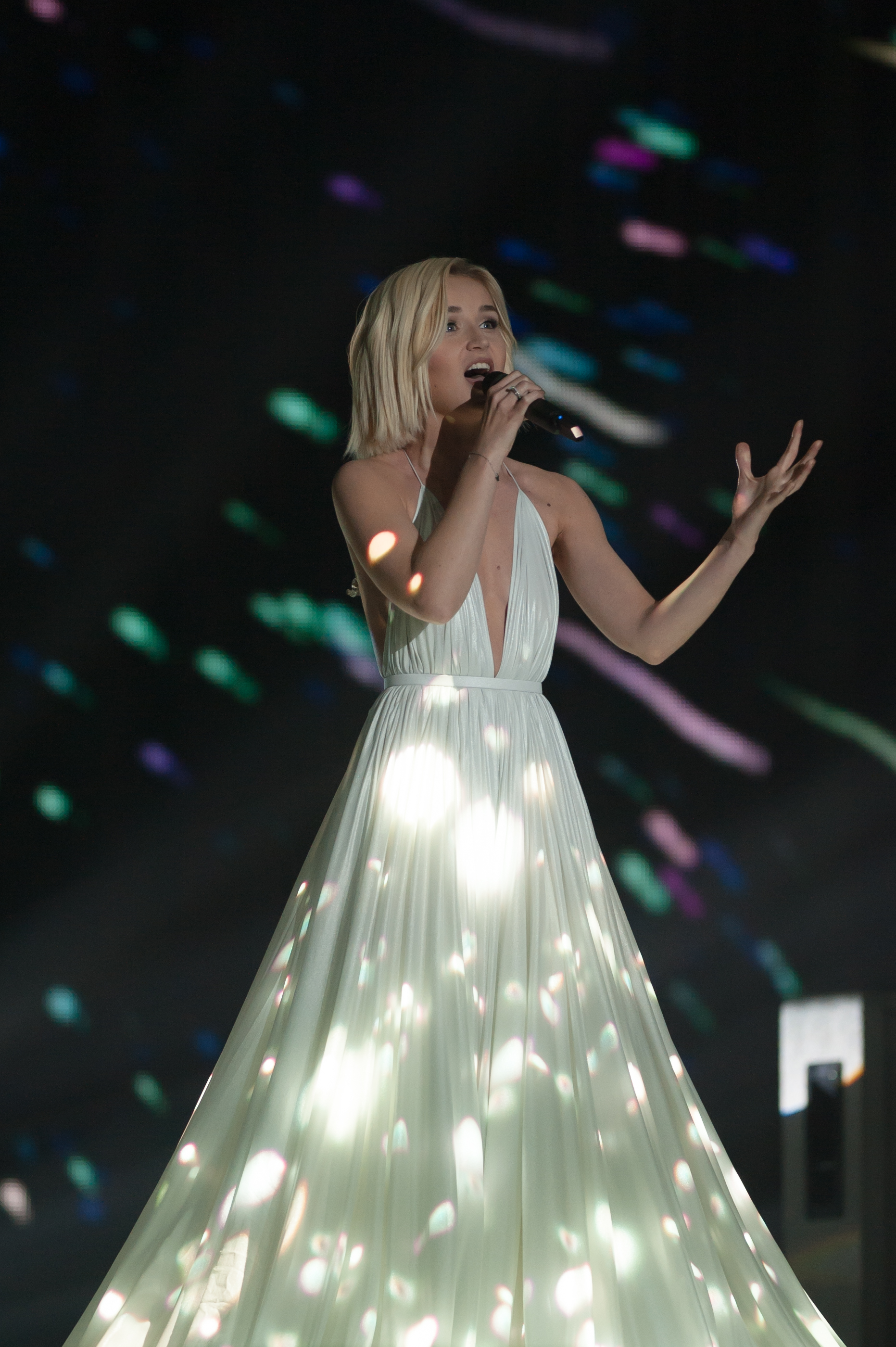
Полина Гагарина на «Евровидении-2015»

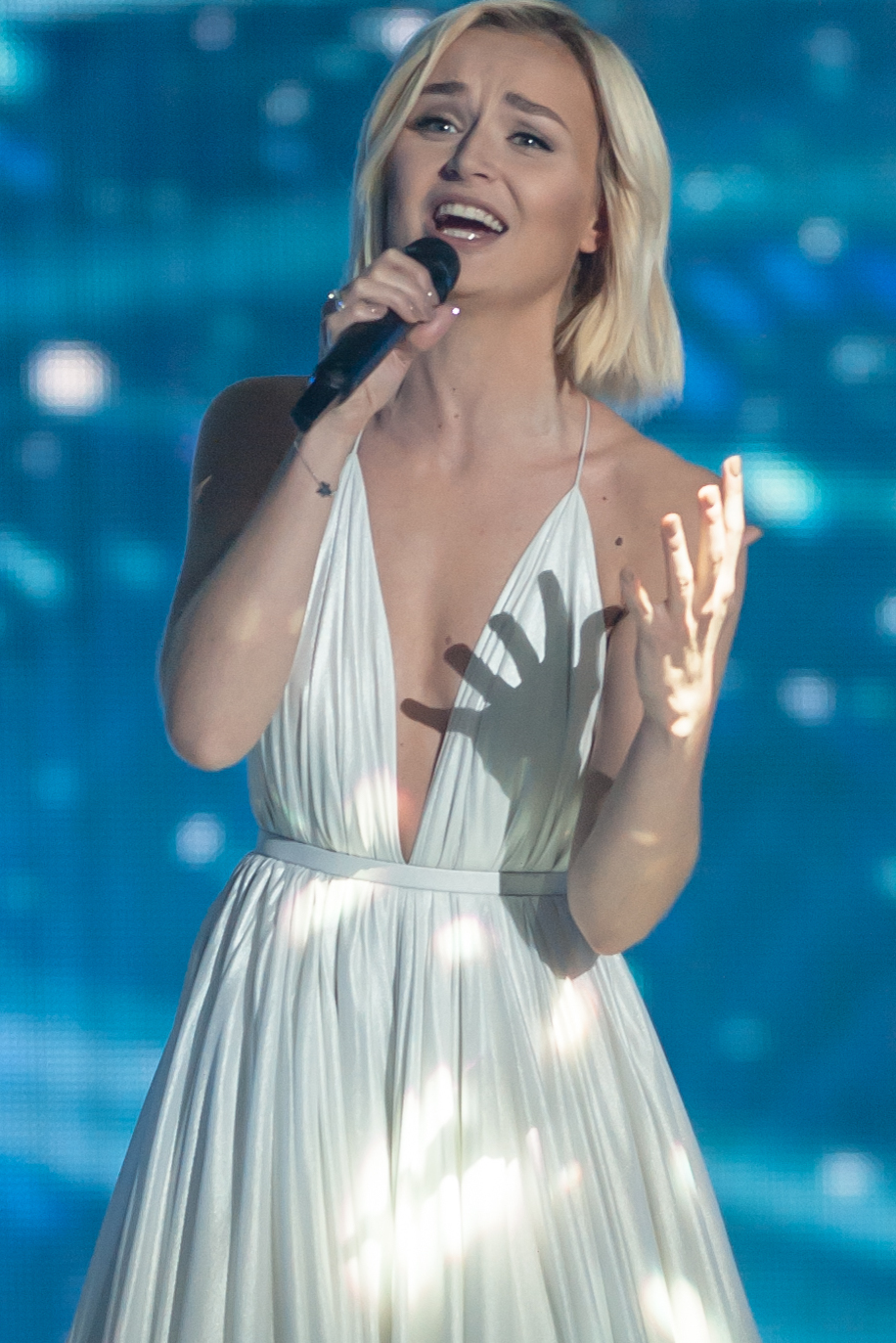
Евровидение-2015

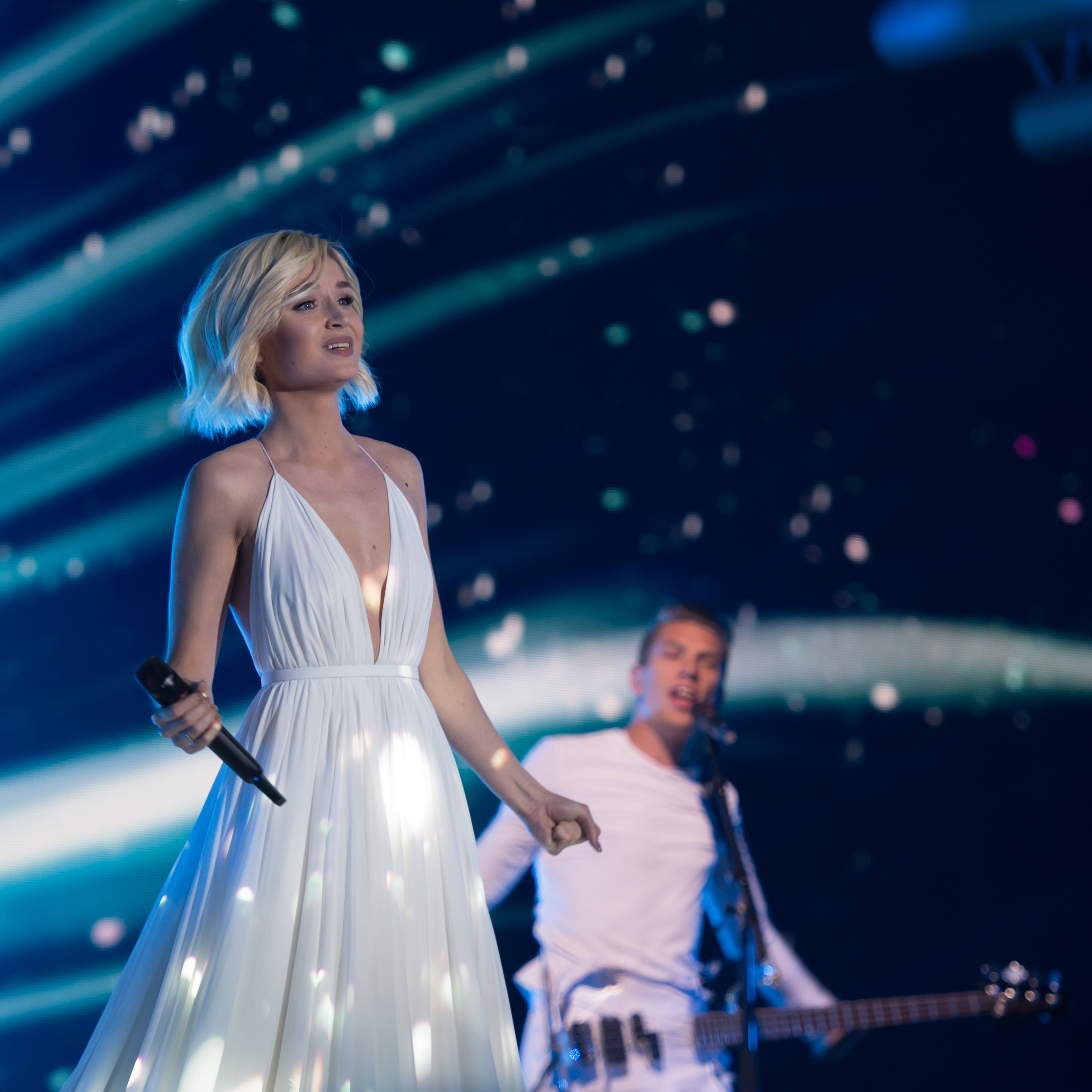
Евровидение-2015

### Студийные альбомы
| Название          | Информация                                                                      |
| ----------------- | ------------------------------------------------------------------------------- |
| Попроси у облаков | - Релиз: 12 июля 2007 - Лейбл: АРС Records - Формат: CD, цифровая дистрибуция   |
| О себе            | - Релиз: 11 марта 2010 - Лейбл: АРС Records - Формат: CD, цифровая дистрибуция  |
| 9                 | - Релиз: 9 сентября 2016 - Лейбл: Gazgolder - Формат: цифровая дистрибуция      |
| Вдох              | - Релиз: 25 ноября 2022 - Лейбл: Полина Гагарина - Формат: цифровая дистрибуция |

### Альбомные синглы
| Год  | Название                                     | Альбом            |
| ---- | -------------------------------------------- | ----------------- |
| 2005 | «Колыбельная»                                | Попроси у облаков |
| 2006 | «Я твоя»                                     | Попроси у облаков |
| 2006 | «Morning»                                    | Попроси у облаков |
| 2007 | «Я тебя не прощу никогда»                    | Попроси у облаков |
| 2007 | «Любовь под солнцем»                         | О себе            |
| 2008 | «Где-то живёт любовь»                        | О себе            |
| 2008 | «Кому, зачем?» (совместно с Ириной Дубцовой) | О себе            |
| 2009 | «Пропади всё»                                | О себе            |
| 2016 | «Day»                                        | 9                 |
| 2016 | «Танцуй со мной»                             | 9                 |
| 2016 | «Стану солнцем»                              | 9                 |
| 2022 | «Вода»                                       | Вдох              |
| 2022 | «Бабочки»                                    | Вдох              |

### Неальбомные синглы
- 2010 — «Я обещаю»
- 2011 — «Осколки»
- 2012 — «Навек»
- 2013 — «Спектакль окончен»
- 2013 — «Нет»
- 2014 — «Шагай»
- 2015 — «A Million Voices» / «Миллион голосов»
- 2015 — «Я не буду»
- 2017 — «Драмы больше нет»
- 2017 — «Обезоружена»
- 2018 — «Я обещаю» (Новая версия)
- 2018 — «Выше головы»
- 2018 — «Камень на сердце»
- 2018 — «Меланхолия»
- 2019 — «Ангелы в танце»
- 2019 — «Смотри»
- 2020 — «Ты не целуй»
- 2020 — «Небо в глазах»
- 2020 — «На расстоянии»
- 2020 — «Зима»
- 2021 — «Вчера»
- 2022 — «Навсегда»
- 2022 — «Ду́ши» (совм. с Димой Биланом)
- 2023 — «Солнце взойдёт»
- 2024 — «Нагадай»
- 2024 — «Родной»
- 2025 — «Танец перед зеркалом»
- 2025 — «Осколки»
- 2025 — «Осколки» (совм. NANSI & SIDOROV)

### При участии Полины Гагариной
| Год  | Название                                                             | Альбом                                  |
| ---- | -------------------------------------------------------------------- | --------------------------------------- |
| 2014 | «Immortal Feeling» (Денис Матвиенко совместно с Полиной Гагариной)   | без альбома                             |
| 2016 | «Голос» (Баста совместно с Полиной Гагариной)                        | Баста 5, Часть 1 (альбом Басты)         |
| 2017 | «Ангел веры» (Баста совместно с Полиной Гагариной)                   | без альбома                             |
| 2017 | «Команда» (Smash и Егор Крид совместно с Полиной Гагариной)          | Viva Amnesia (альбом Smash)             |
| 2018 | «В невесомости» (Emin совместно с Полиной Гагариной)                 | Прости, моя любовь (альбом Emin’a)      |
| 2018 | «Путеводная звезда» («Putin Team» совместно с Полиной Гагариной)     | без альбома                             |
| 2018 | «Ты и я» (Charles Aznavour совместно с Полиной Гагариной)            | без альбома                             |
| 2021 | «Circles and Squares» (Mans Zelmerlow совместно с Полиной Гагариной) | World Figure Skating Championships 2021 |

### Саундтреки
| Год  | Название                                  | Альбом                       |
| ---- | ----------------------------------------- | ---------------------------- |
| 2015 | «Любовь тебя найдёт»                      | Одной левой (OST)            |
| 2015 | «Больше снов»                             | Счастье — это… (OST)         |
| 2015 | «Кукушка»                                 | Битва за Севастополь (OST)   |
| 2015 | «Не пара»                                 | Монстры на каникулах 2 (OST) |
| 2017 | «Мы — вселенная!» (совместно с NEOPOLEON) | Хороший мальчик (OST)        |
| 2022 | «Оставить след»                           | Стикер (OST)                 |

### Видеоклипы
| Год  | Клип                                               | Режиссёр                               | Альбом                                  |
| ---- | -------------------------------------------------- | -------------------------------------- | --------------------------------------- |
| 2005 | «Колыбельная»                                      | Владислав Опельянц                     | «Попроси у облаков»                     |
| 2006 | «Я твоя»                                           | Георгий Тоидзе                         | «Попроси у облаков»                     |
| 2006 | «Morning»                                          | Ирина Миронова                         | «Попроси у облаков»                     |
| 2007 | «Я тебя не прощу никогда»                          | Семён Горов                            | «Попроси у облаков»                     |
| 2009 | «Кому, зачем?» (совместно с Ириной Дубцовой)       | Алексей Голубев                        | «О себе»                                |
| 2011 | «Осколки»                                          | Наталья Меркулова                      | без альбома                             |
| 2012 | «Спектакль окончен»                                | Сергей Солодкий                        | без альбома                             |
| 2012 | «Нет»                                              | Алан Бадоев                            | без альбома                             |
| 2013 | «Навек»                                            | Алан Бадоев                            | без альбома                             |
| 2014 | «Immortal Feeling» (совместно с Денисом Матвиенко) | Алан Бадоев                            | без альбома                             |
| 2014 | «Шагай»                                            | Сергей Солодкий                        | без альбома                             |
| 2015 | «Любовь тебя найдёт» (OST Одной левой)             | Алексей Голубев                        | без альбома                             |
| 2015 | «A Million Voices» / «Миллион голосов»             | Алексей Голубев                        | без альбома                             |
| 2015 | «Больше снов» (OST Счастье — это…)                 | неизвестно                             | без альбома                             |
| 2015 | «Кукушка»                                          | неизвестно                             | OST «Битва за Севастополь»              |
| 2015 | «Я не буду»                                        | Алексей Голубев                        | без альбома                             |
| 2015 | «Не пара» (OST Монстры на каникулах 2)             | Алексей Голубев                        | без альбома                             |
| 2016 | «Day»                                              | Алексей Голубев                        | «9»                                     |
| 2016 | «Голос» (совместно с Бастой)                       | неизвестно                             | «Баста 5, Часть 1» (альбом Басты)       |
| 2016 | «Танцуй со мной»                                   | Алексей Сатолин                        | «9»                                     |
| 2017 | «Стану солнцем»                                    | неизвестно                             | «9»                                     |
| 2017 | «Ангел веры» (совместно с Бастой)                  | Тимофей Колесников                     | без альбома                             |
| 2017 | «Команда» (совместно с Егором Кридом, SMASH)       | Алексей Голубев                        | без альбома                             |
| 2017 | «Драмы больше нет»                                 | Леонид Колосовский                     | без альбома                             |
| 2017 | «Обезоружена»                                      | Алексей Куприянов                      | без альбома                             |
| 2018 | «В невесомости» (совместно с Emin’ом)              | Serghey Grey                           | «Прости, моя любовь» (альбом Emin’а)    |
| 2018 | «Путеводная звезда» (гимн движения «Putin Team»)   | неизвестно                             | без альбома                             |
| 2018 | «Камень на сердце»                                 | Леонид Колосовский                     | без альбома                             |
| 2018 | «Выше головы»                                      | Алан Бадоев                            | без альбома                             |
| 2019 | «Меланхолия»                                       | Заур Засеев при участии Павла Худякова | без альбома                             |
| 2019 | «Смотри»                                           | неизвестно                             | без альбома                             |
| 2020 | «На расстоянии»                                    | Медет Шаяхметов                        | без альбома                             |
| 2020 | «Ты не целуй»                                      | Антон Родин                            | без альбома                             |
| 2021 | «Circles and Squares» (совместно с Mans Zelmerlow) | неизвестно                             | World Figure Skating Championships 2021 |
| 2021 | «Вчера»                                            | Алан Бадоев                            | без альбома                             |
| 2022 | «Оставить след» (OST «Стикер»)                     | неизвестно                             | без альбома; клип-салат                 |
| 2022 | «Навсегда»                                         | Григорий Никитин                       | без альбома                             |
| 2022 | «Вода»                                             | неизвестно                             | «Вдох»                                  |
| 2022 | «Бабочки»                                          | неизвестно                             | «Вдох»                                  |
| 2024 | «Нагадай»                                          | неизвестно                             | без альбома                             |
| 2025 | «Танец перед зеркалом»                             | неизвестно                             | без альбома                             |

## Фильмография

### Актёрские работы
- 2015 — Одной левой — Софи Серебрякова / исполнение песни («Любовь тебя найдёт»)
- 2018 — Заповедник — камео
- 2021 — Бывшие-3 — Лена Бёрн, писательница[66]
- 2023 — Хоккейные папы
- 2024 — Летучий корабль — леди Джейн

### Дубляж
- 2012 — Монстры на каникулах — Мэвис / исполнение песни[67]
- 2014 — Оз: Возвращение в Изумрудный город — Дороти Гейл[68]
- 2015 — Монстры на каникулах 2 — Мэвис / исполнение песни[69]
- 2017 — Трио в перьях — сова Ольга[70]
- 2017 — My Little Pony в кино — Буря[71]
- 2018 — Папа-мама гусь — утёнок Лили[72]
- 2018 — Монстры на каникулах 3: Море зовёт — Мэвис[73]
- 2019 — Птичий дозор[англ.] — чайка Бриджит[74]
- 2020 — Тролли. Мировой тур — Рокс[75][76]
- 2021 — Монстры на каникулах 4: Трансформания — Мэвис[77]
- 2023 — Трио в перьях 2 — сова Ольга[78]

### Озвучивание
- 2020 — Полное погружение — дельфиниха Мия[79]
- 2023 — Коты Эрмитажа — кошка Клеопатра[80]

### Прочее
- 2007 — Дочки-матери — исполнение заглавной песни
- 2012 — Катина любовь — исполнение заглавной песни
- 2015 — Битва за Севастополь — главная музыкальная тема (кавер-версия песни «Кукушка» Виктора Цоя)
- 2016 — Хороший мальчик — песня «Мы — Вселенная!» (финальная песня фильма)
- 2022 — Стикер — песня «Оставить след»

### В рекламе
- Всемирный день борьбы с диабетом, совместно с Бастой (2016)
- Nescafe Gold (2016)
- Йогурт «Данон» (2017)[81]
- Кондиционер Lenor (2020)
- Крем «Чёрный жемчуг»
- Сбербанк
- Чипсы Lays из печи
- Ювелирный бренд Sokolov[82]
- Ozon (совместно с Дмитрием Маликовым)
- Банковская карта рассрочки «Халва»
- Сеть магазинов «Магнит» (2021)[83]
- Диваны Аскона (2023)

## Телевидение
- В 2003 году победила в проекте «Фабрика звёзд».
- В 2005 году заняла 3-е место на конкурсе «Новая волна».
- Принимала участие в украинском телешоу «Народная звезда[укр.]», где заняла второе место.
- В 2011 году участвовала в проекте «Первого канала» «Призрак оперы».
- В 2012 году приняла участие в проекте «Первого канала» «Фабрика звёзд. Россия — Украина» от команды России.
- В 2013 году приняла участие в проекте «Первого канала» «Две звезды» в дуэте с Александром Жулиным[84].
- В 2014 году была наставницей сериалити-шоу «Хочу к Меладзе»[85].
- В 2015 году приняла участие в проекте «Первого канала» «Точь-в-точь», но была снята в связи с участием в конкурсе песни «Евровидение-2015».
- 19 и 23 мая 2015 года представляла Россию на «Евровидении-2015», где заняла 2-е место[86].
- В 2015—2016 годах была наставницей 4-го и 5-го сезонов телепроекта «Голос».
- В 2019 году приняла участие в международном конкурсе известных профессиональных исполнителей I Am a Singer[англ.] на китайском телеканале Hunan Television[англ.]. Полина победила в первом этапе с песней Кукушка в аранжировке Константина Меладзе к фильму «Битва за Севастополь». Во втором этапе артистка заняла второе место[87][88][89].
- В 2019—2020 годах была наставницей 8-го и 9-го сезонов телепроекта «Голос»[90][91].
- В 2020 году стала наставницей 7-го сезона шоу «Голос. Дети»[92]
- В 2021 году стала судьёй шоу «Точь в Точь», в котором ранее принимала участие[93].
- В 2022 году снова стала наставницей 9-го сезона шоу «Голос. Дети».

## Премии и награды
- 29 июля — 1 августа 2005 — третье место на международном музыкальном конкурсе «Новая волна»[94].
- 9 декабря 2006 — лауреат телевизионного фестиваля «Песня года» с песней «Я твоя»[95].
- 9 декабря 2007 — лауреат фестиваля «Песня года» с песней «Я тебя не прощу никогда».
- 7 декабря 2008 — благодаря песням «Любовь под солнцем» и «Кому, зачем?», певица стала лауреатом ежегодного фестиваля «Песня года».
- 11 июня 2010 — победа в номинации «Лучший дуэт» премии телеканала «Муз-ТВ» вместе с Ириной Дубцовой[96].
- 18 июня 2012 — стала лауреатом ежегодной премии «Fashion People Awards» с композицией «Спектакль окончен» в номинации «Фэшн-песня»[97].
- 29 сентября 2012 — победа в номинации «Лучший рингтон» ежегодной премии «RU.TV» с песней «Спектакль окончен»[98].
- 1 декабря 2012 — почётная статуэтка престижной премии «Золотой граммофон» за хит «Спектакль окончен»[99].
- 1 декабря 2012 — лауреат телевизионного фестиваля «Песня года» с песней «Спектакль окончен».
- 1 января 2013 — диплом и красная звезда от передачи «20 лучших песен» за песню «Спектакль окончен»[100].
- 5 мая 2013 — названа «Лучшей певицей», а также клип на песню «Нет» стал лучшим видеоклипом 2013 года по версии телеканала «RU.TV»[101].
- 7 июня 2013 — победа в номинации «Прорыв года» премии телеканала «Муз-ТВ»[22].
- 17 июня 2013 — стала лауреатом премии «Fashion People Awards» в номинации «Фэшн-певица»[102].
- 12 ноября 2013 — во время 9-й церемонии вручения премии «Женщина года Glamour», Гагарина была признана «Певицей года»[103]
- 30 ноября 2013 — статуэтка «Золотого граммофона» за песню «Нет»[104]
- 7 декабря 2013 — лауреат ежегодного фестиваля «Песня года» с песней «Нет».
- 2 января 2014 — диплом и красная звезда от передачи «20 лучших песен» за песню «Нет»[105].
- 22 ноября 2014 года — признана «Певицей года» по версии Music Box.
- 6 декабря 2014 — лауреат фестиваля «Песня года» с песней «Шагай».
- 24 мая 2015 — второе место в конкурсе Евровидение-2015[86].
- 8 сентября 2015 — признана «Женщиной года» по версии журнала GQ[106].
- 10 ноября 2015 — признана «Женщиной года» по версии журнала Glamour[107].
- 11 декабря 2015 — «Первая российская национальная музыкальная премия» в номинациях «Лучшая исполнительница популярной музыки»[108] и «Лучший саундтрек» (за песню «Кукушка» для фильма «Битва за Севастополь»)[109].
- 16 декабря 2015 — Сервис «Яндекс.Музыка» подвёл итоги 2015 года. Песня года: российский исполнитель Полина Гагарина — «A Million Voices»[110].
- 18 апреля 2016 — победа в номинации «Самая стильная в России» по версии журнала «HELLO! Russia» на премии «Самые стильные в России — 2016»[111].
- 10 июня 2016 — лауреат «Премии Муз-ТВ 2016» в номинации «Лучшая исполнительница»[112].
- 22 марта 2019 — премия BraVo в номинации «лучшая певица года»[113].
- 2 декабря 2021 — лауреат Российской национальной музыкальной премии «Виктория» в номинации «Лучшая поп-исполнительница» — «Вчера»[114].
- 31 августа 2024  — почётное звание «Народная артистка Республики Башкортостан».